# Hwoźna
Hwoźna (również Hwoźnia, w górnym biegu Czarna) – prawy dopływ Narewki, płynie przez Wysoczyznę Bielską (w województwie podlaskim) wąską zabagnioną doliną przez Białowieski Park Narodowy. W widłach Hwoźny i Narewki leży Rezerwat Ścisły Białowieskiego Parku Narodowego; od Hwoźnej nazwę wziął Obręb Ochronny Hwoźna Białowieskiego Parku Narodowego (północna część Parku nie zaliczona do Rezerwatu Ścisłego).
Rzeka liczy 10,8 km długości. Powierzchnia dorzecza wynosi 512 km².

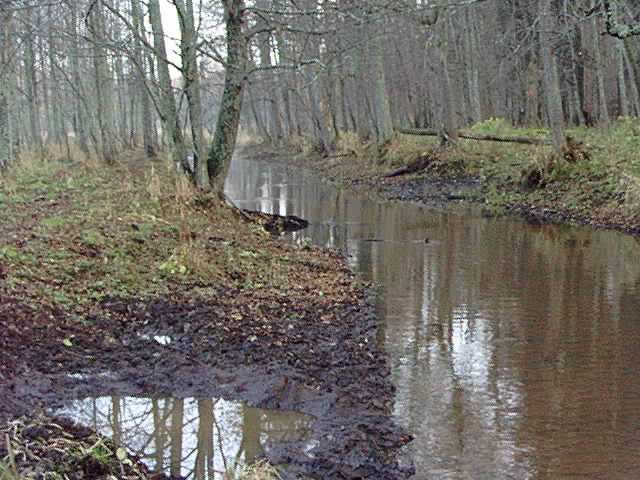
Po drugiej stronie Rezerwat Ścisły BPN